# Atac amb explosius contra la presó de Weiterstadt de 1993

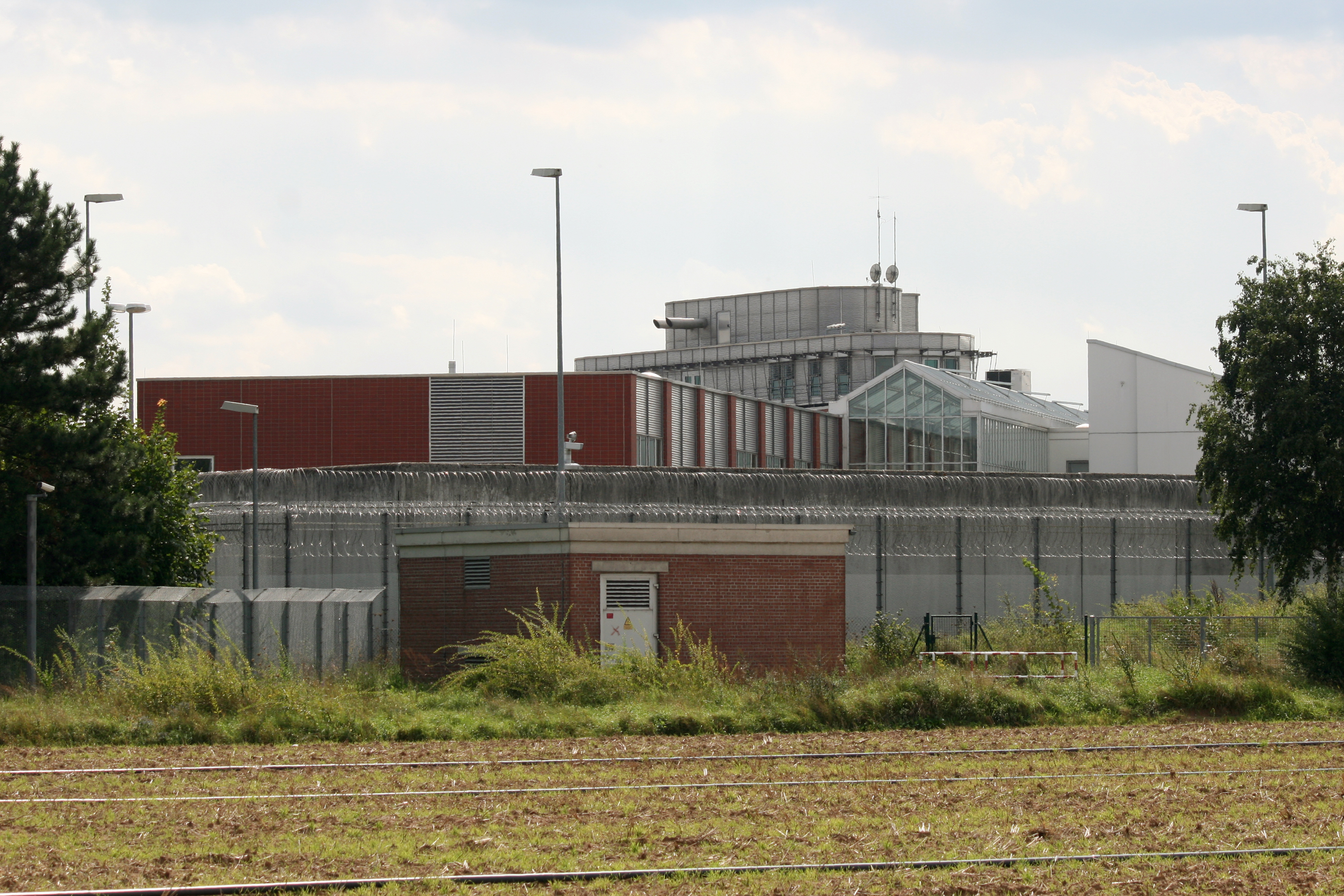
Presó de Weiterstadt (2010)

L'atac amb explosius contra la presó de Weiterstadt de 1993 va ser un assalt ocorregut el 27 de març d'aquell any contra un centre penitenciari recentment construit a la població alemanya de Weiterstadt, a prop de Frankfurt del Main, perpetrat per l'«escamot Katharina Hammerschmidt» de la Fracció de l'Exèrcit Roig (RAF). Va ser l'«últim atac anticapitalista» de la RAF abans de la seva dissolució. L'explosió no va ferir a ningú perquè la presó estava buida, mentre que l'estimació dels seus danys varia àmpliament. Es van identificar els autors de l'atac, catorze anys després, gràcies a les proves d'ADN de les màscares usades. El febrer de 2024, Daniela Klette, un dels quatre autors del crim, va ser arrestada.

## Descripció
A la 1 de la matinada del 27 de març de 1993, com a mínim tres homes i una dona, armats i emmascarats, van escalar amb una escala de soga els 6 metres de la paret de la recentment construïda presó de Weiterstadt i van entrar a la caseta de guàrdia. Els activistes van lligar i segrestar els deu vigilants i els van tancar en un furgó prop d'un abocador. Al llarg del procés, es van identificar als com a militants de l'«escamot Katharina Hammerschmidt» de la Fracció de l'Exèrcit Roig. Posteriorment, van avisar amb signes a la població que la presó explotaria en breu i que es mantiguessin quiets en un lloc segur. Llavors van portar cinc càrregues amb 200 kg. d'explosius que, van fer detonar a les 5:12 hores.

## Danys
La presó de Weiterstadt va trigar vuit anys a construir-se i va costar 250 milions de marcs. Va ser dissenyada per ser de multi-ús i d'alt-tecnologia.
Ningú va ser ferit en l'atac ja que, en aquell moment, la presó no tenia interns, tot i així s'esperava que els primers presos arribessin el maig de 1993. Segons l'expert de la RAF Alexander Straßner, durant l'atac «els mateixos punts de crítica que s'havien plantejat per endavant contra el nivell de comandament […] es van eliminar sistemàticament. En l'atac, la selecció d'objectius, la perfecció tècnica, un nivell de dany abans inabastable es van combinar amb el demostratiu exercici previ de protegir la vida humana».

Tanmateix, es va diferir àmpliament de les estimacions del dany que va causar. Una font va esmentar que l'explosió havia destruit l'edifici d'administració i la majoria del seu sistema de seguretat. Una altra font va citar en «600,000 euros de dany a la propietat, segons els fiscals federals alemanys», mentre que, el 2016, el periòdic Irish Times va estimar el valor del dany en 65 milions d'euros. Encara una altra font citada sobre $90 milions dins danya.
La presó va ser reconstruïda en quatre anys i va començar a recloure presos el maig de 1997.

## Autoria
El 2007, catorze anys més tard de l'atac i fent ús d'anàlisis d'ADN dels cabells de les màscares que van deixar els assaltants, els detectius van identificar a tres autors del crim: Burkhard Garweg, Ernst-Volker Staub i Daniela Klette. Klette ja estava en crida i cerca pel tiroteig contra l'ambaixada dels Estats Units a Bonn de 1991. Van pertànyer així a l'anomenada tercera generació de la Fracció d'Exèrcit Roig que, entre 1984 i 1993, havia comès «al voltant de 20 crims violents i assassinats, deixant 34 persones mortes i 29 seriosament ferides».
Klette va ser arrestada el febrer de 2024 després que la policia alemanya li seguís la pista a Berlín, mentre que dels altres dos no se sap el destí.